# Maugersbury
Maugersbury – wieś w Anglii, w hrabstwie Gloucestershire, w dystrykcie Cotswold. Leży 38 km na wschód od miasta Gloucester i 119 km na północny zachód od Londynu.